# Massimiliano Papis
 (septembre 2021).
Si vous disposez d'ouvrages ou d'articles de référence ou si vous connaissez des sites web de qualité traitant du thème abordé ici, merci de compléter l'article en donnant les références utiles à sa vérifiabilité et en les liant à la section « Notes et références ».
Massimiliano Papis, dit Max Papis, est un pilote automobile italien né le 3 octobre 1969 à Côme (Italie).

## Biographie

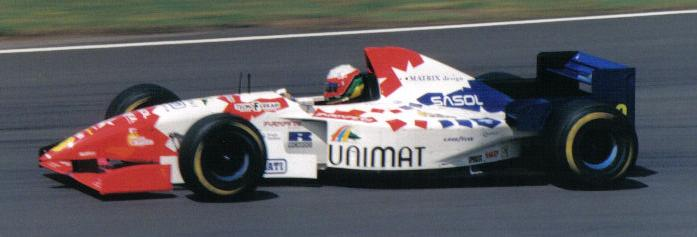
Massimiliano Papis sur Arrows au GP de Grande-Bretagne 1995

Après avoir roulé plusieurs saisons en karting, Max Papis dispute le championnat d'Italie de Formule 3 à partir de la saison 1989. Cinquième du championnat en 1992, il passe l'année suivante au championnat international de Formule 3000. Grâce à des résultats corrects, dont une victoire en 1994, il décroche un poste de pilote-essayeur en Formule 1 en 1994 au sein de l'écurie Lotus-Mugen Honda puis, l'année suivante, est titularisé chez Arrows durant sept Grands Prix en remplacement de son compatriote Gianni Morbidelli. Une expérience trop courte pour laisser une empreinte en Formule 1, avec une septième place, au GP d'Italie, en guise de meilleur résultat.
Sans possibilité de rester en Formule 1, Max Papis part en 1996 aux États-Unis disputer le championnat d'Endurance IMSA où il s'impose comme l'un des hommes forts de la discipline. Il y gagne son surnom de « Mad Max » à Daytona Beach quand il finit deuxième en battant le record du tour après 23 heures et 58 minutes de course. En fin d'année, il effectue également ses débuts dans le championnat CART.

## Les années IndyCar / CART / ChampCar
Parallèlement à ses activités en IMSA, Max débute en IndyCar pour le compte de l'équipe Arciero-Wells dans des circonstances difficiles puisque le pilote titulaire de l'équipe, l'américain Jeff Krosnoff, a trouvé la mort quelques semaines plus tôt dans un accident survenu sur le tracé urbain de Toronto. De plus, il doit composer avec un matériel médiocre, le moteur Toyota qui débute cette année-là étant de loin le bloc le moins puissant du plateau. Pourtant, dès sa première course sur le circuit routier de Mid-Ohio, il fait jeu égal avec les pilotes Toyota "officiels", Juan-Manuel Fangio II et P.J. Jones, obtenant la neuvième place. Il termine le championnat vingt-sixième ex æquo avec Jones et à point de Fangio, qui ont disputé toute la saison. Les deux saisons suivantes le positionnent comme le meilleur pilote disposant du bloc japonais : il termine vingt-deuxième en 1997 avec 8 points et une huitième place sur le super-speedway de Michigan comme meilleur résultat, puis vingt-et-unième en 1998 avec 25 points en obtenant à Houston le premier "Top 5" du motoriste nippon avec une cinquième place.
En 1999, la carrière de Max prend une trajectoire ascendante lorsqu'il est choisi par le triple-champion CART Bobby Rahal pour lui succéder au sein de sa propre structure. Très vite, il s'affirme comme un des meilleurs pilotes du plateau, glanant onze "Top 5" sur vingt courses dont trois podiums à Laguna Seca, Surfers Paradise et Fontana. Sa plus grande désillusion survient lors des US-500 disputées sur l'ovale de Michigan lorsqu'il est contraint à l'abandon sur panne d'essence alors qu'il avait course gagnée. Il termine cinquième du championnat derrière Juan Pablo Montoya, Dario Franchitti, Paul Tracy et Michael Andretti et loin devant son équipier Bryan Herta qui, malgré une victoire sur son circuit-fétiche de Laguna Seca, termine douzième. Les deux saisons suivantes sont en revanche plus difficiles : s'il remporte l'épreuve d'ouverture du championnat 2000 sur l'ovale de Miami-Homestead, il souffre de la comparaison avec son nouvel équipier, le "rookie" suédois Kenny Bräck. Celui-ci, vainqueur du Championnat IRL en 1998 et des 500 miles d'Indianapolis l'année suivante, se montre souvent plus rapide et termine quatrième du championnat, Papis finissant au quatorzième rang. Le scénario se répète en 2001 : si ses performances se rapprochent de celles de son équipier avec deux victoires à Portland et à Laguna Seca, ce dernier garde la main et termine vice-champion derrière le Brésilien Gil de Ferran avec quatre succès.
Ayant perdu sa place au sein du Team Rahal, Bobby Rahal lui ayant préféré Jimmy Vasser, Max Papis trouve refuge dans la modeste écurie Sigma qui dispute sa deuxième saison en CART. Malgré deux podiums à Long Beach et à Milwaukee, l'aventure tourne court puisque l'équipe, victime de problèmes financiers, se retire à l'issue de la cinquième manche du championnat. Papis ne retrouve pas de volant à temps plein en CART ou en IRL et n'apparait plus qu'épisodiquement sur les grilles de départ.

## Reconversion en NASCAR

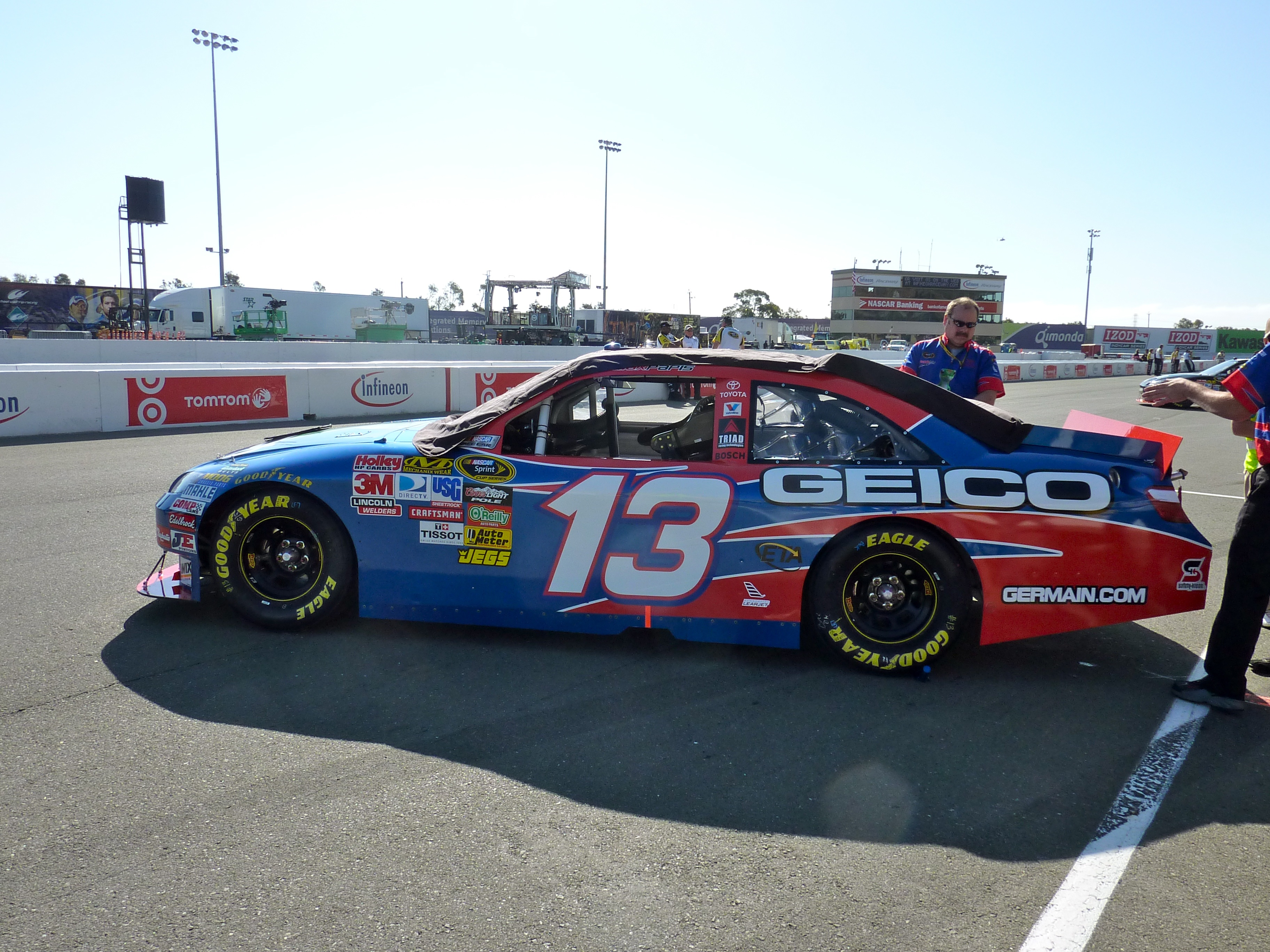
La voiture pilotée par Papis en 2010.

Max Papis réoriente alors sa carrière vers l'Endurance où son plus grand succès reste sa victoire aux 24 heures de Daytona 2002. Pilote éclectique, Papis dispute à deux reprises les 500 miles d'Indianapolis en 2002 et 2006, le championnat IROC en 2005 et 2006. Il participe à quelques épreuves de NASCAR sur circuits routiers. Un de ses meilleurs résultats dans cette discipline est une troisième place dans la manche de Busch Series disputée à Montréal le 4 août 2007. Le 29 août 2010, au NAPA 200 de Montréal en Nationwide Series, il se classe deuxième, devant Jacques Villeneuve.
Depuis 2009, Max Papis cherche à se spécialiser en NASCAR et fait des apparitions ponctuelles sur des circuits ovales comme sur des circuits routiers. Son meilleur résultat est un top 10 à Watkins Glen en Sprint Cup. En 2011, il poursuit en NASCAR Truck Series au volant d'un Toyota Tundra.

## Résultats en championnat du monde de Formule 1
| Saison | Écurie        | Châssis | Moteur  | Pneus    | GP disputés | Points inscrits | Classement |
| ------ | ------------- | ------- | ------- | -------- | ----------- | --------------- | ---------- |
| 1995   | Footwork Hart | FA16    | Hart V8 | Goodyear | 7           | 0               | n.c.       |

## Résultats en NASCAR Cup Series
| Année | Voiture          | Équipe          | #  | Courses | Victoires | Poles | Top 5 | Top 10 | Gains       | Classement |
| ----- | ---------------- | --------------- | -- | ------- | --------- | ----- | ----- | ------ | ----------- | ---------- |
| 2008  | Chevrolet Impala | Haas CNC Racing | 66 | 2       | 0         | 0     | 0     | 0      | 131 118 $   | 65e        |
| 2008  | Chevrolet Impala | Haas CNC Racing | 70 | 2       | 0         | 0     | 0     | 0      | 131 118 $   | 65e        |
| 2008  | Toyota Camry     | Germain Racing  | 13 | 2       | 0         | 0     | 0     | 0      | 131 118 $   | 65e        |
| 2009  | Toyota Camry     | Germain Racing  | 13 | 15      | 0         | 0     | 0     | 1      | 1 192 400 $ | 43e        |
| 2010  | Toyota Camry     | Germain Racing  | 13 | 18      | 0         | 0     | 0     | 0      | 1 600 484 $ | 43e        |

## Divers
- Max Papis est marié à Tatiana Fittipaldi, la fille d'Emerson Fittipaldi, le double champion du monde de Formule 1 brésilien. Ils  ont un garçon prénommé Marco et dont le parrain est Alessandro Zanardi.